# نویکیرش (بای کونیگسبروک)
نویکیرش (به آلمانی: Neukirch) یک شهر در آلمان است که در باوتسن واقع شده‌است. نویکیرش ۱٬۷۶۸ نفر جمعیت دارد.